# 張璉 (成化進士)
張璉（1449年—？），字□器，彭城衛軍籍，河南府鞏縣人，明朝政治人物。進士出身。

## 生平
早年出身軍餘，順天府鄉試第九十三名。成化十四年（1478年）戊戌科會試第二百三十名，殿試登進士第三甲第九十二名。官山東按察司副使，整飭薊州兵備。

## 家族
曾祖父張昇。祖父張傑。父張寧。母李氏。具慶下。兄珣。弟瑄、玹。娶宋氏，繼娶賀氏。